# Charlotte Elizabeth Tonna
Charlotte Elizabeth Tonna, född 1 oktober 1790, död 12 juli 1846, även känd under sitt författarnamn Charlotte Elizabeth, var en engelsk evangelisk journalist och författare. 

## Tidigt liv
Tonna föddes som Charlotte Elizabeth Browne i Norwich, England, och var dotter till Michael Browne, en kyrkoherde och präst. Efter en turbulent ungdom präglad av temporär blindhet och permanent hörselnedsättning, gifte hon sig med kapten George Phelan år 1817. Äktenskapet var olyckligt, präglat av fysisk misshandel, och slutade i separation år 1820. De bodde i Kilkenny, Irland, och under sin tid där började hon skriva evangeliska texter under pseudonymen Charlotte Elizabeth för att undvika att hennes make skulle göra anspråk på hennes inkomster.

## Arbete
Tonna var en produktiv författare och hennes verk omfattar ett brett spektrum av genrer, inklusive romaner, barnböcker, poesi och religiösa traktater. Hon är särskilt känd för sin intensiva antikatolicism och sin starka filosemitism. Hennes mest kända roman, Derry (först utgiven 1833 och reviderad 1836), var populär under hela 1800-talet och reflekterar hennes religiösa och politiska övertygelser.
Som redaktör för Christian Lady’s Magazine och The Protestant Magazine använde Charlotte Elizabeth Tonna sina plattformar för att kritisera Oxfordrörelsen och Whigpartiets politiska kompromisser med Daniel O'Connells rörelse, som kämpade för irländsk självständighet och katolsk emancipation. Whigpartiet, känt för sin liberala politik, hade gjort flera eftergifter för att vinna stöd från O'Connells anhängare, vilket innebar stöd för lagstiftning som främjade katolikers rättigheter och irländska intressen. Detta var särskilt kontroversiellt bland konservativa och protestantiska grupper, som Tonna tillhörde och representerade.
Hennes roman Helen Fleetwood (1839–1841) skildrar barnarbete i bomullsfabriker och speglar hennes omfattande forskning och starka kritik mot de omänskliga arbetsvillkoren under den industriella revolutionen.
Hennes sista stora verk, The Wrongs of Woman (1844), behandlar kvinnors arbete i industrier utanför textilsektorn, såsom millineri, klädsömnad, och nåltillverkning, den ger en detaljerad bild av de förhållanden som dessa kvinnor arbetade under. Verket var en viktig del i den offentliga debatten som ledde till antagandet av lagar som antogs i Storbritannien under 1800-talet för att reglera arbetsförhållandena i fabriker, särskilt med fokus på att skydda kvinnor och barn från exploaterande och farliga arbetsvillkor.

## Senare liv
Efter att hennes första make dog 1837, gifte hon sig 1841 med Lewis Tonna, en journalist tolv år yngre än hon. Det visade sig vara ett lyckligare äktenskap än hennes första.
Charlotte Elizabeth Tonna dog av cancer den 12 juli 1846 i Ramsgate.